# Flughafen Ghat

i7
i11
i13
Der Flughafen Ghat (englisch Ghat Airport, IATA-Code: GHT, ICAO-Code: HLGT) ist der Flughafen von Ghat in Libyen.

## Lage
Der Flughafen liegt im Norden der Stadt Ghat, das Flughafengelände liegt an der Straße nach Sabha.

## Flugplatzmerkmale
Der Tower (TWR) sendet und empfängt auf der Frequenz: 118.1 MHz.
Der Flughafen verfügt über verschiedene Navigationshilfen.
Das ungerichtete Funkfeuer (NDB) sendet auf der Frequenz: 386 kHz mit der Kennung: GHT.
Die Ortsmissweisung beträgt 0°. (Stand: 2006)

## Zwischenfälle
Laut ASN sind keine Unfälle in der Nähe des Flughafens bekannt.